# Jur'janskij rajon
Il Jur'janskij rajon (in russo Юрьянский район?) è un rajon dell'Oblast' di Kirov, nella Russia europea. Istituito nel 1965, il cui capoluogo è Jur'ja.